# 国际欧亚科学院
国际欧亚科学院（英語：International Eurasian Academy of Sciences）是由欧洲和亚太地区自然科学家、工程技术专家、管理科学家、社会科学家组成的非政府科学组织，成立于1994年。其总部设在莫斯科，在15个国家建立了国家科学中心。